# آش خشکبار
آش خشکبار یکی از غذاهای محلی در استان همدان است.
مواد این آش را سبزی آش یا سبزی تره کوهی، گوشت با استخوان یا قلم، برگهٔ زردآلو، برگهٔ هلو، آلبالوی خشک، آلوی ترش خشک، نخود، لوبیا، عدس سرکه، رشتهٔ آش، شیره انگور، نمک، فلفل، ادویه و پیاغ یا نعنا یا سیر داغ برای تزیین تشکیل می‌دهد.